# 自動車警ら隊

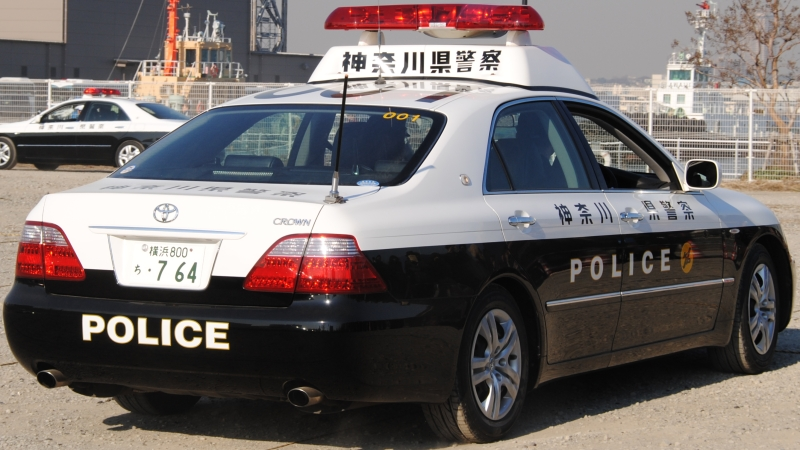
神奈川県警自動車警ら隊の警らパトロールカー(トヨタクラウン)

自動車警ら隊（じどうしゃけいらたい、英語表記：Mobile  Patrol  Unit）とは、都道府県警察本部において、パトカーによって各警察署の管轄区域を超えた各都道府県内全域のパトロール（警邏）を行うことを主な任務とする組織である。警察内部では自ら隊（じらたい）と略称される。
「警察24時」でも取り上げられ、職務質問を端緒とした各種犯罪の検挙やパトカーの機動力を生かした初動対応等を任務とする。
一部の警察本部では、自動車警ら隊と任務は同じだが別の名称が付けられている場合がある。例えば、宮城県警察、群馬県警察、富山県警察、大阪府警察、岡山県警察では「機動警ら隊」、兵庫県警察では「機動パトロール隊」とそれぞれ呼ばれている。

## 来歴
1947年9月ごろ、連合国軍最高司令官総司令部（GHQ/SCAP）から警視庁に対し、新時代の外勤警察のために機動力と通信機能を備えた自動車による警邏制度について示唆があり、警視庁では、FM無線機搭載のフォード式自動車2両を借用して、両脇に「移動警察」と書いた白幕を巡らし、1949年1月1日から浅草警察署管内で試験運用を実施した。これは予想以上の防犯効果を挙げ、順次、淀橋警察署や築地警察署へと拡大した。また1948年11月には、GHQ/SCAPより、外勤警察の全面警邏および超短波（VHF）無線装置搭載の自動車による警邏が指令されたこともあり、1950年5月には「警視庁自動車警ら隊暫定運用要綱」が制定され、翌月1日より発足した。
国家地方警察でも、同年8月に「無線自動車警ら暫定要綱の制定について」（国家地方警察本部発備第百五号）を発し、東京都本部・大阪府本部・山口および福岡県本部において、無線自動車による警邏制度を本格的に実施した。また自治体警察でも、同年より横浜市警察本部に2台、大阪市警察本部に10台、京都および神戸市警察本部に各3台、福岡および門司市警察本部に各2台が配置された。

## 組織
自動車警ら隊は、府県警察本部においては地域部（旧・警ら部）あるいは生活安全部に置かれる。警察本部に属し「本部執行隊」としての位置づけされている。組織構成は各警察本部により多少異なる。隊長は警視、副隊長は警察本部により警視または警部が充てられる。
- 北海道警察では、警察本部地域部におかれ、主に札幌市内とその周辺の札幌方面中央、北、南、西、東、豊平、白石、厚別、手稲、江別の各警察署と小樽警察署の一部、の管轄区域を所管している。旭川、函館、北見、釧路の各方面本部の地域課には自動車警ら係が置かれている。（釧路方面本部にはこの他に帯広・十勝地区を受け持つ十勝機動警察隊があり、このうちの一個中隊が自動車警ら隊の任務を担っている）
- 宮城県警察では、機動警ら隊員全員が音楽隊を兼務している。
- 新潟県警察では、1990年代以降に所轄警察署単位での地域密着型警らを重要視して隊を廃止し、人員と車輌は各警察署の機動警ら係増強に充てている。
- 警視庁では、第一自動車警ら隊、第二自動車警ら隊、第八方面自動車警ら隊、第九方面自動車警ら隊の四隊編成。コールサインは「警視〇〇」。また「自動車警ら隊」とは別に地域部地域総務課「遊撃特別警ら隊」（通称 遊撃隊）も編成されており、「自動車警ら隊」同様に職務質問を武器に各種犯罪の検挙等の任務を担っている。この他、地域部地域指導課に職務質問技能指導班があり、コールサインは「地域指導」でパトカーを駆使して、警察署の応援を行ったり、若手の警察官を同乗させて職務質問に対応している。
- 千葉県警察では、大規模警察施設のある地区や、都県境に自動車警ら隊の方面隊を編成している。その他に地域部に職務質問指導班があり、コールサインは「地域指導」。自動車警ら隊の各方面の垣根を超えて警らと技能指導に従事している。
- 神奈川県警察では、県内全ての自ら隊はコールサインを「横浜〇〇」で、繁華街だけでなく農村地帯も地区深くまで進出して警らしている。自動車警ら隊の他に「チーム隼」と言われる技能指導に付いて特別の班がある。
- 長野県警察では、各警察署毎に自動車警ら班が置かれていたが、2008年（平成20年）4月1日以降は本部通信指令室指揮下になり、2010年（平成22年）4月1日以降は新設の地域部直属になり規模が拡大されている。
- 静岡県警察では、静岡市清水区に隊本部・直轄隊を置き、沼津市の東部支隊と磐田市の西部支隊がそれぞれ担当している。
- 愛知県警察では、県内全域にコールサイン「愛知1〇〇」である。愛知県では地域部地域総務課に職務質問技能指導班があり、地方外からも警察官を招き、職務質問の技能を磨いている。愛知県警察の地域指導警察官は広域技能指導の資格を持つ者も多く、警察庁中部管区警察局でも重要視されていた。
- 三重県警察では、警察本部に隊本部が置かれ、県内全域にコールサイン「みえ1○○」とされている。
- 富山県警察では、従来まで生活安全部内に置かれていたが、今は地域部地域企画課の下に「機動警ら隊」が設置されている。コールサインは「とやま19〇」である。
- 岐阜県警察では、組織緊縮により「西濃」、「東濃」、「岐阜市地区」に通称「自ら隊」が配備されていたが、現在は岐阜県南西部を拠点に岐阜市近辺を巡回している。2013年（平成25年）より、地域部発足に伴い、直属。他の車両は代表署の大垣警察署、多治見警察署内に「機動警ら課」を発足させ、広域パトロールに配置替え。
- 兵庫県警察では、隊ぐるみの捜査報告偽造問題が2005年（平成17年）に発覚した。それに伴い「自動車警ら隊」から「機動パトロール隊」と隊名変更された。2021（令和3）年3月の県下警察署再編により、神戸・淡路・阪神方面を「第一機動パトロール隊」が担当し、東播・西播・但馬方面を「第二機動パトロール隊」が担当するとして隊も再編された。パトライトに白色ラインが貼付されている。
- 大阪府警察では、「第〇方面機動警ら隊」と呼称され、「第一方面・第二方面・第三方面」の三隊で構成されている。また、パトカー以外に青バイ（スカイブルー隊）が配属されている。導入当初は2人1組で活動していたが、最近は1人で活動しているケースが多い。他には逃走車阻止のための壁役としてフロントにグリルガードを装着した「地域遊撃車」を試験導入した。
- 山口県警察では、県内全域でのパトロール強化を目指し、2014年（平成26年）4月本部生活安全部地域課に「自動車警ら係」が新設された。
- 福岡県警察では、本部地域部自動車警ら隊が福岡、筑豊、筑後地区を所管して地区隊を配置している。コールサインは「福岡1○○」で、パトライトに白色のラインが貼付されている。北九州地区は北九州市警察部隷下機動警察隊が機動捜査隊業務も併せ担当している。前部に青色のライトが設置されている。
- 鹿児島県警察では、2010年（平成22年）4月1日以降に、組織改編の一環として夜間警戒並びに取り締まり強化や犯罪初動捜査を迅速化する目的で、これまで各警察署毎に置かれていた自ら班に加えて本部生活安全部地域課に自動車警ら隊を発足させた。
- 一部の警察本部では自ら隊とは別に「遊撃特別警ら隊（警視庁）」「福岡市警察部特別遊撃隊（福岡県警察）」を組織しており、繁華街を中心に、違法な客引き行為、飲酒・無免許運転、覚醒剤・麻薬犯、窃盗犯、風営法違反、痴漢、ストーカー、賭博、暴走族等の街頭犯罪を取り締まり検挙している。なお、遊撃隊は、一見して警察車両に見えないように秘匿車両を用いて、またその際、身軽な私服風の様相を呈している。

## 任務
各警察署管内においてパトカーで警ら（パトロール）し、不審人物や不審車両に乗った人物への職務質問、通信指令室からの指令に基づき事件現場に急行して初動措置・初動捜査を担当する。隊員は職務質問の「技術・経験・能力」等が豊富であり、隊員の中には警察官の中でも特に職務質問技術能力を持つ「職務質問指導員」等の資格を有する者も多く、活動を通じて若手警察官の指導等にもあたる。大規模警察本部においては、警視庁を除く警察署地域課員と同様、隊員は三個中隊で編成され3交代制で勤務する。
本部所属であることから警察署で勤務する警察官の中から推薦された者が隊員になることが多く「職務質問・初動対応・運転のプロ」である「パトカーのプロ集団」とも言われている。
パトカーによるパトロールという活動から、交通違反の検挙を行うこともあるが、交通取締りを主任務としている交通機動隊や所轄署交通課と違い、交通違反を検挙した際に徹底した所持品検査を実施することによって、薬物や凶器、特殊開錠用具などの発見をし、窃盗、強盗などの凶悪事件をも摘発検挙することを任務の一つとしている。
また、繁華街や比較的治安が悪い傾向にある地域では、細い路地裏とも言えるような道路にも進入し、歩行者のちょっとした不審な挙動（パトカーや警察官を見て目を背けたり逃げるような仕草など）や不審車両など（無灯火・車体の一部やナンバープレートの破損及び折り曲げ・パトカーを見て急に進路を変えたり逃げるような仕草・信号無視や一時不停止などの交通違反）を見逃さず積極的な職務質問を実施する。
その際に徹底的な所持品検査をすることにより、薬物（危険ドラッグ）や凶器、特殊開錠用具の違法所持や指名手配犯の発見、飲酒運転・酒気帯び運転・無免許運転の検挙、盗難届が出されている車両の発見など数多くの成果を挙げている。さらに事件・事故発生ともなれば、所轄署および交通機動隊のパトカーや機動捜査隊の覆面パトカーとともに真っ先に現場へ駆けつけたり、現場付近の捜索を実施して被疑者の検挙にあたる。

## 装備
2024年（令和６年）現在、車両の殆どはトヨタ・クラウン（210系・220系）である。逃走した不審車両を迅速に確保出来るよう、相応の出力を持つ排気量2.5 L級の車両が用いられる。
さらに、近年被疑車両が逃亡を企てるためにパトカーに体当たりする事案が急増している現状から、愛知県警では日産・サファリ、埼玉県警、宮城県警では日産・エクストレイルといった車高が高い大型ボディのSUVを配備し、乗務員の受傷や車両損傷による走行不能を防ぐとともに、体当たりそのものを断念させる効果も狙っている。
一部の警察本部では、同様に警邏任務に従事している白バイがあり、該当車両は「MAP」の表示を付けている（Mobile Area Patrol―地域機動警戒の略）。ただし警視庁のMAP白バイは警備部機動隊の所属である。
発砲事件等に備えて、車両のトランクには防弾衣、防弾帽（ヘルメット）、防弾盾が収納されている。防弾盾はチタン製で、トランク収納のため機動隊で使用されているものよりサイズが小さく、車両を傷つけないよう縁に緑色のウレタンが取り付けられている。防弾帽は各警察本部によって仕様が異なり、警視庁では灰色の防弾バイザー付88式鉄帽（トカレフ弾対応）、神奈川県警や京都府警では防弾バイザー付66式鉄帽、埼玉県警では海外製のものを使用している。